# Curtiss C-1 Canada
El Curtiss C-1 Canada fue un bombardero bimotor de la Primera Guerra Mundial, diseñado por Curtiss of America para ser construido por su subsidiaria canadiense, para el Real Servicio Aéreo Naval y el Real Cuerpo Aéreo. Aunque se emitieron grandes órdenes de producción, solo se construyeron doce ejemplares, siendo rechazado el modelo en favor de aviones más capaces como el Handley Page O/100.

## Diseño y desarrollo

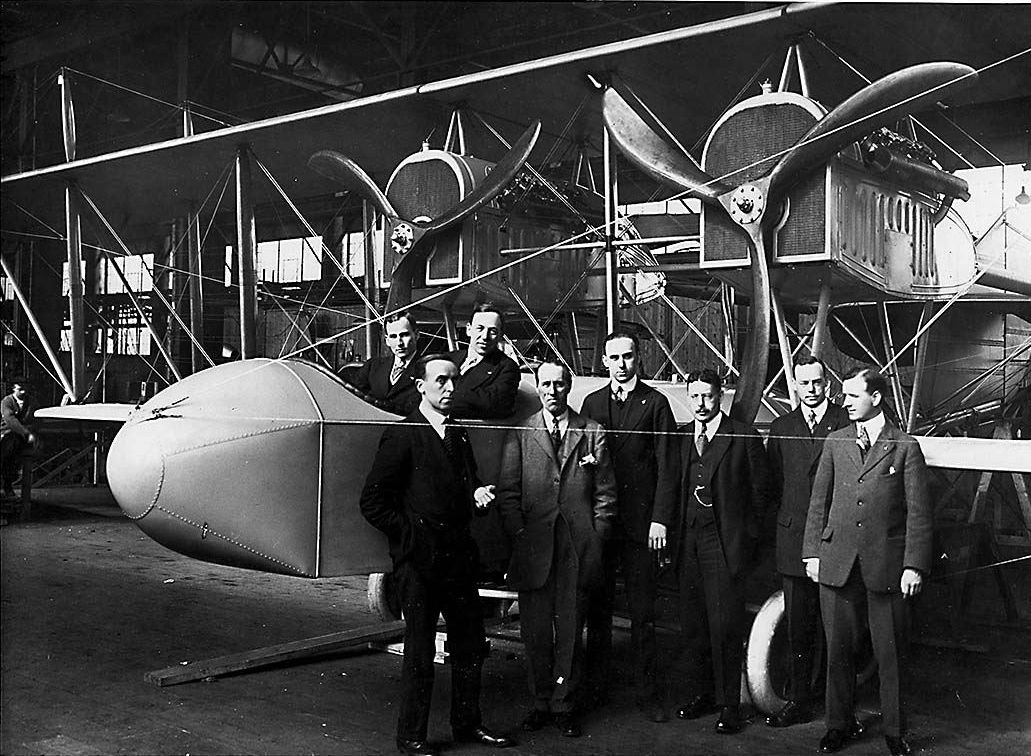
Curtiss C-1 Canada finalizado, en 1916.

En 1915, Curtiss diseñó un bombardero terrestre bimotor basado en el hidrocanoa Curtiss Model H, que había sido diseñado para intentar cruzar el Océano Atlántico en un vuelo sin escalas, y que estaba en producción para el Real Servicio Aéreo Naval (RNAS). El RNAS estaba interesado en el diseño de Curtiss, y ordenó un único prototipo. Como las fábricas de Curtiss en Hammondsport y Búfalo (Nueva York), estaban ocupadas construyendo entrenadores JN e hidrocanoas H-4, se decidió pasarle la responsabilidad del nuevo bombardero, el C-1, a la nueva subsidiaria canadiense de Curtiss, Canadian Aeroplanes Ltd., basada en Toronto, dando lugar al nombre Curtiss Canada.
El Canada utilizaba las alas biplano de envergaduras desiguales y los motores Curtiss V-X del hidrocanoa H-4, pero el resto del diseño era nuevo. El fuselaje era una larga góndola unida al ala inferior, con dos artilleros sentados lado a lado en una cabina abierta en el morro de la góndola, sentándose el piloto solo en una cabina separada en la parte trasera de la misma, por detrás de las alas. Las superficies de cola, que disponían de una única aleta vertical, eran soportadas por dos botalones superpuestos que se extendían desde la parte trasera de la góndola del fuselaje. Tenía un tren de aterrizaje convencional con ruedas principales dobles en tándem, y patín de cola. Estaba equipado con uno de los primeros pilotos automáticos, el estabilizador Sperry, para mejorar la estabilidad durante el bombardeo.
La construcción del prototipo se inició en mayo de 1915, y voló por primera vez el 3 de septiembre del mismo año, propulsado por dos motores Curtiss OX-5 de 67 kW (90 hp), ya que los planeados V-X no estaban disponibles. Se emitieron más órdenes por 100 aviones de producción para el RNAS, y otro prototipo y diez aviones de producción para el Real Cuerpo Aéreo.

## Historia operacional
El primer Curtiss Canada fue entregado por barco en el Reino Unido a finales de 1915, siendo reensamblado en Farnborough por el RFC, y volando de nuevo en enero de 1916. Resultó dañado en un accidente en febrero, siendo reconstruido con alas diferentes. Cuando fue probado en abril, sus prestaciones resultaron ser demasiado pobres. Aunque los diez aviones de producción para el RFC fueron entregados sin montar en Farnborough en julio del mismo año, el RFC había abandonado el modelo, y estos aviones nunca fueron reensamblados. El RNAS recibió un prototipo, cancelando sus pedidos ya que el muy superior Handley Page O/100 estaba entrando en servicio.

## Operadores
Reino Unido
- Real Cuerpo Aéreo
- Real Servicio Aéreo Naval

## Especificaciones
Referencia datos: Curtiss Aircraft 1907–1948

### Características generales
- Tripulación: Tres (piloto y dos artilleros)
- Longitud: 10,17 m
- Envergadura: 23,11 m (superior), 15 m (inferior)
- Altura: 4,72 m
- Peso vacío: 2132 kg
- Peso cargado: 2858 kg
- Planta motriz: 2× motor lineal V-8 refrigerado por agua Curtiss V-X.
  - Potencia: 120 kW (160 hp) cada uno.

### Rendimiento
- Velocidad máxima operativa (Vno): 140 km/h
- Alcance: 970 km

### Armamento
- Ametralladoras: 

  - 2x Lewis de 7,7 mm
- Bombas: Provisión

## Aeronaves relacionadas

### Desarrollos relacionados
- Curtiss America